# Ulánbadrah járás
Ulánbadrah járás (mongol nyelven: Улаанбадрах сум) Mongólia Kelet-Góbi tartományának egyik járása. Területe 11 900 km². Népessége kb. 1900 fő.
Székhelye, Nüden (Нүдэн) 133 km-re fekszik Szajnsand tartományi székhelytől.